# NGC 2789
NGC 2789 (również NGC 3167, PGC 26089 lub UGC 4875) – galaktyka spiralna z poprzeczką (SB0-a), znajdująca się w gwiazdozbiorze Raka.
Odkrył ją Heinrich Louis d’Arrest 1 maja 1862 roku, popełnił jednak błąd w rektascensji wielkości dokładnie jednej godziny, zaś John Dreyer skatalogował ją z tą błędną pozycją jako NGC 3167. Ten błąd w pozycji spowodował, że obiekt NGC 3167 w większości katalogów i baz obiektów astronomicznych do tej pory uznawany jest za zaginiony bądź jest zupełnie pomijany. Niezależnie odkrył tę galaktykę Édouard Jean-Marie Stephan 13 marca 1883 roku, a jego obserwacja została skatalogowana przez Dreyera jako NGC 2789.
W galaktyce tej zaobserwowano supernową SN 2009cz.